# De Ruyter (C801)
De Ruyter (C801), у ВМС Перу - BAP Almirante Grau (CLM-81) — легкий крейсер типу «Де Зевен Провінсен», який служив у військових флотах Нідерландів і Перу.

## Конструкція
Де Рюйтер був закладений Королівськими ВМС Нідерландів 5 вересня 1939 року як крейсер HNLMS De Zeven Provinciën на верфі Wilton-Fijenoord в Східамі. Він та його сестринський корабель, пізніше De Zeven Provinciën, мали замінити два крейсери класу "Ява" в голландській Ост-Індії. На момент німецького вторгнення до Нідерландів у травні 1940 року мало що було побудовано. Kriegsmarine мав намір добудувати його як навчальний крейсер KH 1, але будівництво йшло повільно, і він був спущений на воду лише 24 грудня 1944 року, з наміром використовувати його як блок-корабель на підходах до Роттердаму в протоці Ньове-Ватервег.
Після звільнення Нідерландів ВМС добудували De Zeven Provinciën з модифікаціями, і 18 листопада 1953 року він був введений в експлуатацію як HNLMS De Ruyter (C801).

## Служба

### У ВМС Нідерландів
Крейсер заклали одразу після початку Другої світової війни (у вересніі 1939 року) як «Де Зевен Провінсен». Через окупацію Нідерландів нацистами, а пізніше через серйозне перепроєктування для врахування уроків бойових дій,  завершений лише 1953 році. Отримав ім'я HNLMS De Ruyter (C801), у зв'язку з героїчною загибелю у битві попереднього корабля з цим ім'ям.

### У ВМС Перу
Корабель був придбаний Перу в 1973 році і служив флагманом флоту. «Алміранте Грау» пройшла масштабну програму модернізації між 1985 і 1988 роками, під час якої вона була оснащена новою зброєю та електронікою. Він залишався останнім артилерійський крейсером у строю  до того, як його вивели з експлуатації 26 вересня 2017 року. Водночас після проведеної модернізації його основною зброєю були італійські протикорабельні ракети «Отомат»
У 2019 році було оголошено, що його збережуть як корабель-музей. Однак пізніше 14 лютого 2022 року було оголошено, що судно буде виставлено на продаж за ціною 4 180 000 солей (1 112 520 доларів США).
У липні 2022 року колишній крейсер  відплив з Кальяо, прямуючи в Аланг для утилізації. 